# 11th Conference of the International Woman Suffrage Alliance
11th Conference of the International Woman Suffrage Alliance var en internationell konferens som ägde rum i Berlin i Tyskland 17–22 juni 1929. Det var den elfte internationella konferensen om kvinnors rättigheter som organiserades av International Alliance of Women. 
Konferensen arrangerades på temat "The Youth Movement and the Women's Movement".
Helen Clay Pedersen initierade Open Door International for the Economic Emancipation of the Woman till försvar för gifta kvinnors rätt att arbeta. Under mellankrigstiden, då kvinnor hade fått lika medborgerliga rättigheter i de flesta Västländer, förekom en motreaktion som ifrågasatte gifta kvinnors rätt att arbeta. 
Under denna konferens uppkom en rörelse för att ifrågasätta västerländska feministers dominans, bland annat framförda av den indiska delegaten, och att skapa egna kvinnorörelser, ett budskap framfört av bland annat Saiza Nabarawi.
En av dess internationella deltagare var General Union of Syrian Women, som där fick en idé att organisera en motsvarighet och året därpå arrangerade den första kongressen för kvinnor i Mellanöstern, First Eastern Women's Congress 1930.